# Hydrillodes
Hydrillodes é um gênero de traça pertencente à família Arctiidae.